# 龙川胡氏宗祠
龙川胡氏宗祠享有“木雕艺术博物馆”和“民族艺术殿堂”的美誉，被建筑专家称为“规模之大、时间之长、完整之好、装饰之美、天下第一”，1988年1月13日被国务院评为全国重点文物保护单位。胡氏宗祠始建于宋代，明代嘉靖年间胡宗宪倡导捐资修建，清光绪24年(1898年)再次大修，总面积达1564平米，集徽派砖、木、石三雕和彩绘于一体，尤以600多件木雕部件最为精湛。